# Martin Rathke

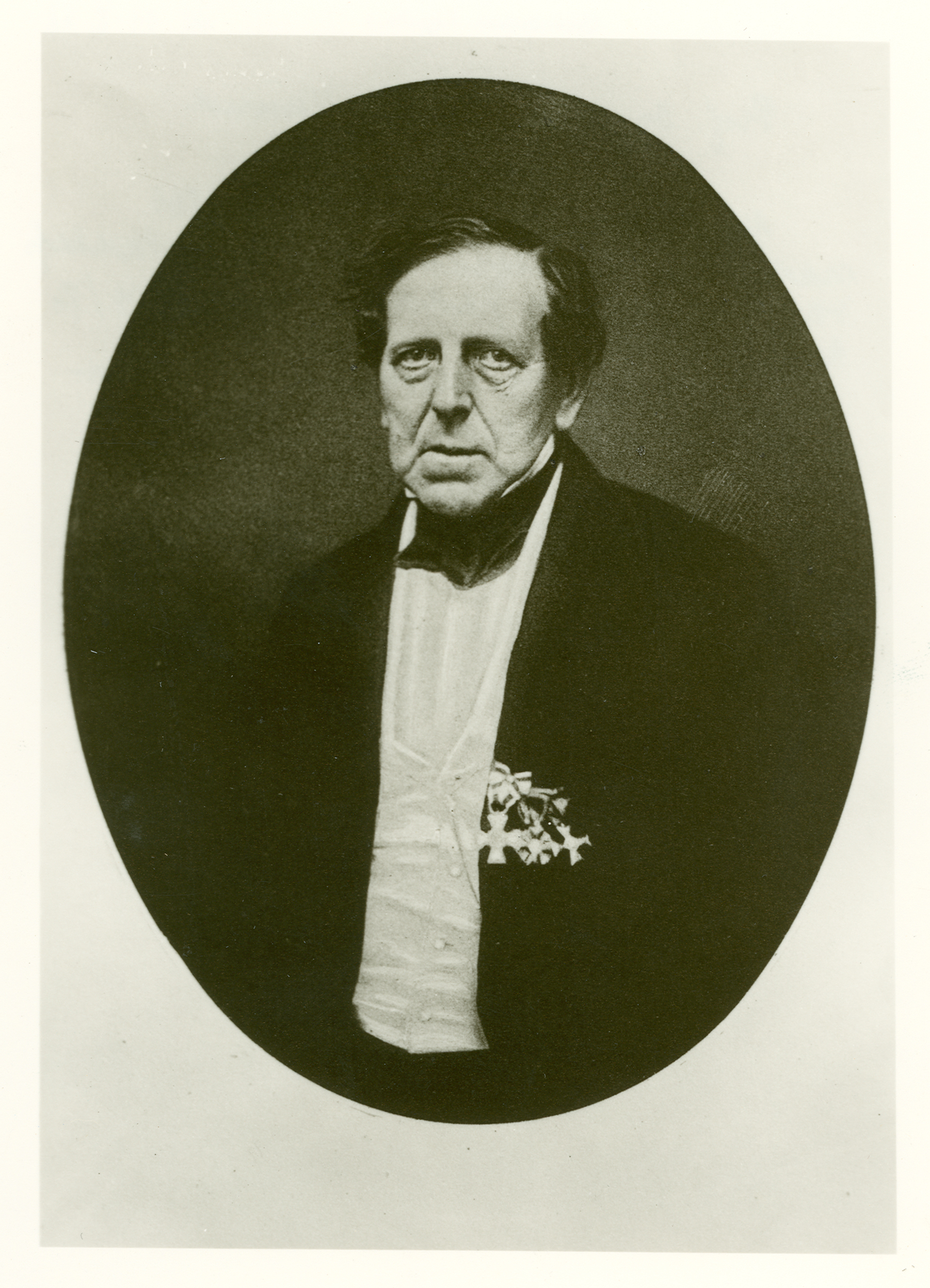
Martin Rathke

Martin Heinrich Rathke (Danzig, 25 augustus 1793 — Königsberg (Pruisen), 3 september 1860) was een Duits embryoloog en anatoom. Hij ontdekte in 1829 dat embryo's van vogels en zoogdieren beiden kieuwbogen en kieuwopeningen hebben, hetgeen een aanwijzing zou kunnen zijn dat deze levensvormen zijn ontwikkeld uit een gemeenschappelijke oorsprong.
- Bibliothèque nationale de France: cb10534351b (data)
- CiNii: DA14051280
- Stuttgart Database of Scientific Illustrators 1450–1950: 10157
- Gemeinsame Normdatei: 116337591
- International Standard Name Identifier: 0000 0000 7375 2722
- Library of Congress Control Number: nr00013526
- Nationale Bibliotheek van Tsjechië: jn20020318004
- Nationale bibliotheek van Australië: 35957955
- Nationale Bibliotheek van Israël: 987007355505505171
- Nederlandse Thesaurus van Auteursnamen: 224292668
- Réseau des bibliothèques de Suisse occidentale: 02-A003728629
- Istituto Centrale per il Catalogo Unico: SBLV115818
- Système universitaire de documentation: 124526616
- Trove: 1162876
- Virtual International Authority File: 67214494
- WorldCat: E39PBJjddhGdfwr6vTj7jy9v73